# 8-Bit Theater
8-Bit Theater (także pisane 8-Bit Theatre) – komiks internetowy tworzony przy użyciu sprite’ów, autorstwa Briana Clevingera, na podstawie gry Final Fantasy I.
Wystartował w marcu 2001 roku a został zakończony w czerwcu 2010 roku. Fabuła komiksu luźnie łączy historię znaną z gry z przygodami głównych bohaterów, czterech Light Warriors, którzy wyruszyli w podróż aby unicestwić Króla Demonów, Chaosa. Komiks jednak nie jest poważną epiką; większość fabuły 8-Bit Theater opisuje wpadki, problemy i komiczne sytuacje na które natrafiają bohaterowie komiksu.
Początkowo 8-Bit Theater miał parodiować wiele klasycznych gier znanym starszym graczom (stąd nazwa). Jednak popularność serii Final Fantasy wpłynęła na zmianę zdania autora i porzucenie tego pomysłu. Mimo tego od czasu do czasu pojawiają się nawiązania do innych gier jak i znane elementy popkultury.

## Bohaterowie

### Black Mage
Zły czarnoksiężnik, który posługuje się czarną magią i nie jest w stanie, a raczej praktycznie nie ma ochoty korzystania z leczniczej czy nie-destruktywnej magii. Z czwórki głównych bohaterów ma najbardziej podłe i egoistyczne usposobienie. Jest anty-bohaterem. Później zmienia swoją klasę na Blue Mage.

### Thief
"Przywódca” czwórki bohaterów na podstawie wiążącej umowy podpisanej przez Fightera. Znany również jako Prince Elf, Thief jest najbardziej zachłanną postacią z całej czwórki. Potrafi ukraść praktycznie wszystko. Później zmienia swoją klasę na Ninja.

### Red Mage
Obsesyjnie traktując cały otaczający go świat jak i napotykane przez jego zjawiska jako grę RPG, Red Mage posiada największą wiedzę z całej czwórki bohaterów. Często przed podjęciem wszelakich decyzji stosuje obliczenia prawdopodobieństwa i skuteczności swoich poczynań. Później zmienia swoją klasę na Mime.

### Fighter
Wojownik specjalizujący się w walce mieczami, posługuje się techniką walki zwaną The Twelve Schools of Vargus-do Zodiac-Style Swordplay. Posiadając najmniejszy iloraz inteligencji i często posługując się swoim mottem „I like swords” (ang. Lubię miecze) jest najczęstszym źródłem humoru w komiksie. Później zmienia swoją klasę na Knight.